# Хофманн, Йонас
Йо́нас Хо́фманн (нем. Jonas Hofmann; род. 14 июля 1992, Гейдельберг, Баден-Вюртемберг) — немецкий футболист, вингер «Байер 04» и сборной Германии.

## Клубная карьера
Начал играть в футбол в 1998 году в футбольном клубе «Рот» в муниципалитете Санкт-Леон-Рот и оставался там до начала сезона 2003/04, после чего отправился в футбольную академию «Хоффенхайма». В апреле 2011 года дебютировал за резервный состав клуба, а в конце сезона принял участие в пяти матчах основы и забил два мяча.
Перед началом сезона 2011/12 подписал контракт с «Боруссией», рассчитанный до 30 июня 2015 года. Первый год выступал за вторую команду. 6 августа дебютировал в матче против «Кайзерслаутерна» и сразу же забил свой первый мяч, а 10 сентября оформил «дубль» в ворота «Шальке 04».
16 декабря 2012 года в матче против своего родного клуба «Хоффенхайма» он дебютировал за дортмундцев в Бундеслиге, в конце матча сменив на поле Марио Гётце. В своём первом сезоне он провёл три матча и стал финалистом Лиги чемпионов, выиграл серебряные медали Бундеслиги и стал обладателем Суперкубка Германии. 18 августа 2013 года в поединке против брауншвейгского «Айнтрахта» Хофманн забил свой первый гол за «Боруссию».
Летом 2014 года для получения игровой практики Йонас на правах аренды перешёл в «Майнц 05». 13 сентября в матче против «Герты» он дебютировал за новый клуб. 24 сентября в поединке против франкрусткого «Айнтрахта» Хофманн забил свой первый гол за «Майнц». После окончания аренды Йонас вернулся в Дортмунд. 30 июля в матче квалификации Лиги Европы против австрийского «Вольфсберга» Хофманн забил гол.
В начале 2016 года Хофманн в поисках игровой практики перешёл в «Боруссию» из Мёнхенгладбаха, подписав контракт до 2020 года. 23 января в матче против своего бывшего клуба дортмундской «Боруссии» он дебютировал за новую команду, заменив во втором тайме Махмуда Дауда. 25 августа в матче против «Байер 04» Йонас забил свой первый гол за «Боруссию». В апреле 2019 года Хофманн продлил контракт с «Боруссией» до 2023 года.
В июле 2023 года подписал контракт с клубом «Байер 04» до 30 июня 2027 года.

## Карьера в сборной
Хофманн выступал за сборную Германии среди юношей до 18 лет и сборную среди игроков до 21 года.
7 октября 2020 года Хофманн дебютировал в составе национальной сборной Германии, выйдя на замену в товарищеском матче со сборной Турции.

## Достижения
«Боруссия» (Дортмунд)
- Обладатель Суперкубка Германии (2): 2013, 2014

«Байер 04»
- Чемпион Германии: 2023/24
- Обладатель Кубка Германии: 2023/24
- Обладатель Суперкубка Германии: 2024